# 주소역
주소역(일본어: 十三駅, じゅうそうえき)은 일본 오사카부 오사카시 요도가와구 주소히가시 2초메에 있는 한큐 전철의 역이다. 역 번호는 HK-03이다.
고베 본선, 다카라즈카 본선, 교토 본선의 세 본선이 집결되고 이 중에서 교토 본선은 당역을 기점으로 한다. 전 영업 열차가 정차하며, 우메다 역과 함께 한큐 전철의 주요 세 개 노선이 모이는 결절점이다.

## 역사
- 1910년 3월 10일: 미노오아리마 전기궤도의 다카라즈카 선 개통과 동시에 영업 개시.
- 1920년 7월 16일: 미노오아리마 전기궤도의 변경으로 한신 급행 전철의 고베 본선이 개통.
- 1921년 4월 1일: 기타오사카 전기철도(현, 교토 본선) 주소 역이 개업함.
- 1923년 4월 1일: 노선 양도로 인한 기타오사카 전기철도 주소 역이 신케이한 철도 역이 됨.
- 1926년 7월 5일: 우메다 ~ 주소 역간 고가화로 이 구간이 고베 본선과 다카라즈카 본선과 공용 구간이 됨.
- 1930년 9월 15일: 회사 합병에 의한 신케이한 철도 주소 역이 게이한 전기철도 주소 선의 역이 됨.
- 1943년 10월 1일: 한신 급행 전철과 게이한 전기 철도가 합병하고 게이한신 급행 전철(1973년에 한큐 전철로 명칭 변경)의 역이 됨.
- 1959년 2월 18일: 주소 선이 교토 본선에 편입되면서 당역이 교토 본선의 기점이 되고 다카라즈카 본선 우메다 ~ 주소 역간 복복선화(교토 본선용 선로 증가).
- 2013년 12월 21일: 역 번호 도입.
- 2014년 3월 7일: 새벽 시간 중, 역 서쪽의 식당가에서 화재 발생으로 음식점 36개가 전소되고, 고베 선의 일부 열차가 당역 승강 취급의 중단 조치를 취함. 이 영향에서 서쪽 개찰구가 폐쇄되었으나 동년 6월 1일부터 서쪽 개찰구를 86일 만에 이용 재개.

## 역 구조
4면 6선의 승강장을 가진 지상역으로 2면(2,3번선, 4,5번 선)는 섬식 승강장이다.
다카라즈카 본선과 교토 본선의 승강장은 곡선을 이루고 있는 반면에 고베 본선의 승강장은 일직선이다. 우메다 방향에 당역에서 접속하는 각 선별의 이동선이 있으므로 정류장은 아니다.
고베 본선 우메다 방면(2번 선)과 다카라즈카 본선의 다카라즈카, 미노 방면(3번 선), 다카라즈카 본선 우메다 방면(4번 선)과 교토 본선 가와라마치, 아라시야마, 기타센리 방면(5번 선)은 각각 동일 평면상에서 환승이 가능하다.
각 승강장은 남쪽의 지하 통로와 북쪽의 과선교를 통해서 연결된다. 개찰구는 동서 양쪽에 마련되어 있다.
1959년의 우메다 역 ~ 주소 역간 3복선화로 당초에는 다카라즈카 본선의 일부 열차가 교토 본선의 선로를 사용하고 우메다 역까지 운행되고 있었다. 그래서, 당역의 다카라즈카 방면이나 교토 방면 및 우메다 방면 양쪽에 다카라즈카 본선에서 교토 본선의 선로에 들어갈 수 있는 건늠선이 존재하였다. 다카라즈카, 교토 방면의 건늠선은 조기에 철거되었으나 우메다 방면의 건늠선은 1970년대 초까지 남아 있었다.
1967년에는 최초의 구내 영업 식당 "한큐 메밀 국수"가 2,3번 선 승강장으로 들어섰다. 또한, 역시 2,3번 선 승강장에 있는 "아즈나스"도 1995년에 일본에서 처음으로 역 개찰구 내에 설치된 편의점이다. 과거에는 맥도날드도 구내에 들어섰던 때가 있었지만 후에 역전으로 이전했으며 대신 한큐 한신 레스토랑이 입주하였다.
통근 시간대는 환승객으로 혼잡함으로써 2020년을 목표로 스크린도어 설치가 검토되고 있다. 실현된다면 한큐에서는 최초로 스크린도어 설치가 된다.

### 승강장
| 번호 | 노선              | 방향 | 행선                                                                        |
| ---- | ----------------- | ---- | --------------------------------------------------------------------------- |
| 1    | ■ 고베 본선       | 하행 | 고베 산노미야・니시노미야키타구치・신카이치・니가와 방면                    |
| 2    | ■ 고베 본선       | 상행 | 우메다・나카쓰 방면                                                         |
| 3    | ■ 다카라즈카 본선 | 하행 | 다카라즈카・히바리가오카하나야시키・가와니시노세구치・이시바시・미노오 방면 |
| 4    | ■ 다카라즈카 본선 | 상행 | 우메다・나카쓰 방면                                                         |
| 5    | ■ 교토 본선       | 상행 | 교토・가라스마・가쓰라・기타센리・아와지・아라시야마 방면                   |
| 6    | ■ 교토 본선       | 하행 | 우메다 행 (6호선에서 출발하는 우메다행은 전 열차 나카쓰에는 멈추지 않는다)  |

## 이용 현황
2015년도의 특정일에서 1일 승하차 인원은 73,371명(승차 인원: 36,623명, 하차 인원: 36,748명)이다. 한큐 전철 역 중에서 우메다 역, 고베 산노미야 역, 니시노미야키타구치 역, 가라스마 역에 이어 5위이다.

### 연도별 하루 승하차・승차 인원
각 연도의 하루 승하차 및 승차 인원 수는 아래 표와 같다. 모두 각 노선 간의 환승 인원은 포함하지 않는다.
출처: (일본어) 통계 연감・(일본어) 시 통계서
| 연도   | 특정일   | 특정일    | 1일 평균 승차 인원 | 출처   |
| 연도   | 하차인원 | 승차 인원 | 1일 평균 승차 인원 | 출처   |
| ------ | -------- | --------- | ------------------ | ------ |
| 1988년 | 102,257  | 50,653    | 58,848             | [ 1 ]  |
| 1989년 | -        | -         | 59,331             | [ 2 ]  |
| 1990년 | 101,022  | 49,835    | 59,858             | [ 3 ]  |
| 1991년 | -        | -         | 64,375             | [ 4 ]  |
| 1992년 | 97,936   | 49,780    | 58,493             | [ 5 ]  |
| 1993년 | -        | -         | 60,957             | [ 6 ]  |
| 1994년 | -        | -         | 56,492             | [ 7 ]  |
| 1995년 | 93,318   | 46,659    | 54,133             | [ 8 ]  |
| 1996년 | 95,306   | 47,405    | 57,471             | [ 9 ]  |
| 1997년 | 96,005   | 47,817    | 53,780             | [ 10 ] |
| 1998년 | 88,204   | 42,207    | 50,427             | [ 11 ] |
| 1999년 | -        | -         | 49,338             | [ 12 ] |
| 2000년 | 85,708   | 43,382    | 48,559             | [ 13 ] |
| 2001년 | 85,635   | 42,944    | 47,114             | [ 14 ] |
| 2002년 | 82,037   | 41,141    | 45,811             | [ 15 ] |
| 2003년 | 80,001   | 39,675    | 45,280             | [ 16 ] |
| 2004년 | 77,485   | 38,525    | 44,414             | [ 17 ] |
| 2005년 | 76,260   | 38,013    | 42,630             | [ 18 ] |
| 2006년 | 73,588   | 36,862    | 40,930             | [ 19 ] |
| 2007년 | 75,405   | 37,793    | 40,240             | [ 20 ] |
| 2008년 | 74,743   | 37,332    | 40,646             | [ 21 ] |
| 2009년 | 74,781   | 37,261    | 39,918             | [ 22 ] |
| 2010년 | 74,428   | 37,075    | 40,382             | [ 23 ] |
| 2011년 | 71,979   | 35,874    | 40,835             | [ 24 ] |
| 2012년 | 71,809   | 35,796    | 39,529             | [ 25 ] |
| 2013년 | 70,572   | 35,179    | 40,247             | [ 26 ] |
| 2014년 | 72,916   | 36,309    | 39,713             | [ 27 ] |
| 2015년 | 73,371   | 36,623    | 40,937             | [ 28 ] |

## 역 주변
수많은 상점이 늘어서 있는 번화가에서 그 주변으로는 주택지이다.
- 고즈 신사
- 요도가와 구청
- 에이마가쿠엔 고등학교
- 국도 제176호선
- 헬로우 워크 요도가와(공공 직업 안정소)
- 요도가와 경찰서
- 오사카 시립 요도가와 도서관
- 오사카 부립 기타 고등학교
- 제7 예술 극장
- 시어터 세븐
- 요도가와 우체국(유초 은행 요도가와점 병설)
- 요도가와 주소히가시 우체국
- 요도가와 주소혼마치 우체국
- 요도가와 기가와니시 우체국
- 오사카 커뮤니티 워커 전문학교
- 오사카 가스 보안 서비스

## 사진

역 배선도
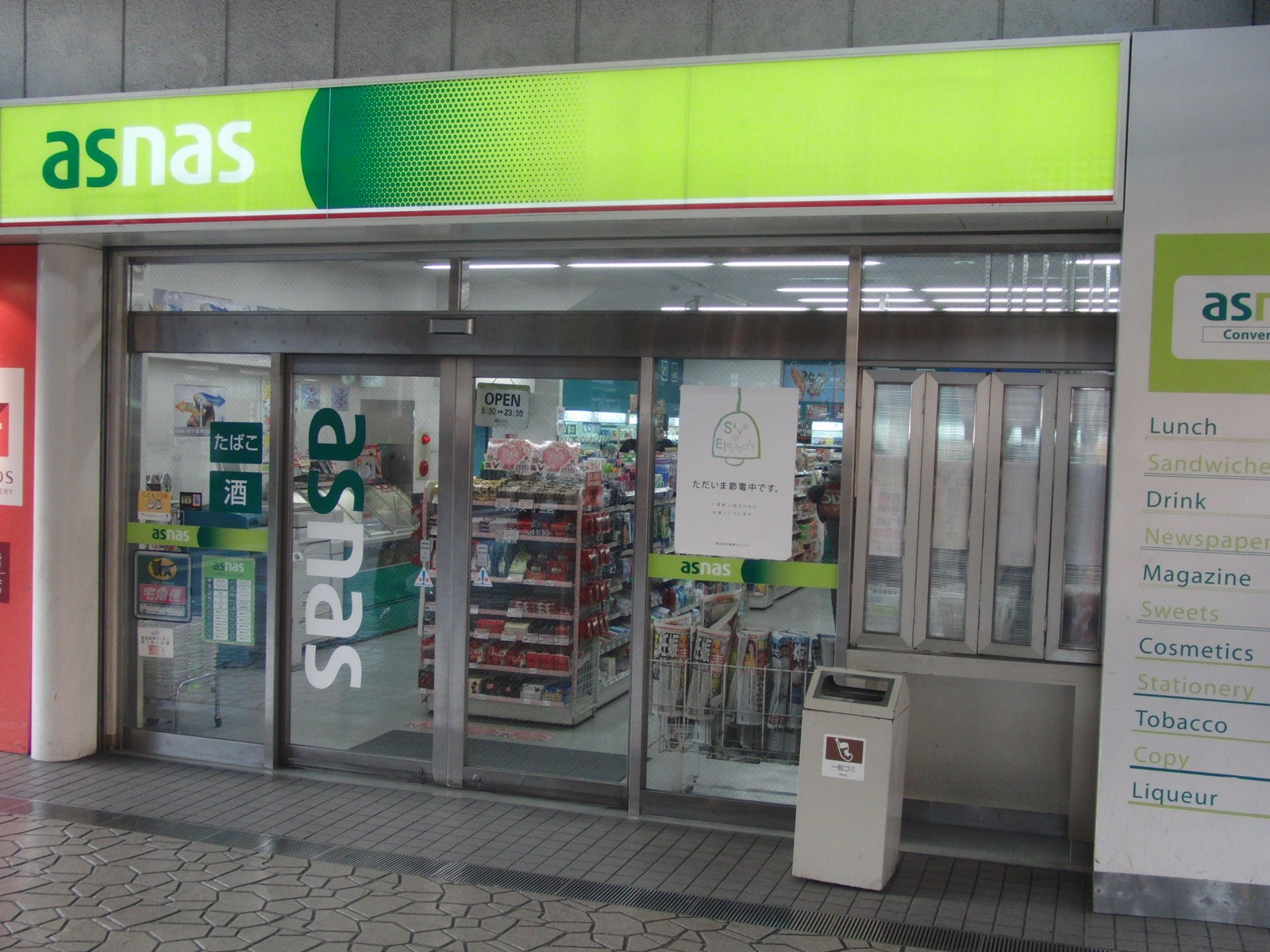
아즈나스 주소 역점
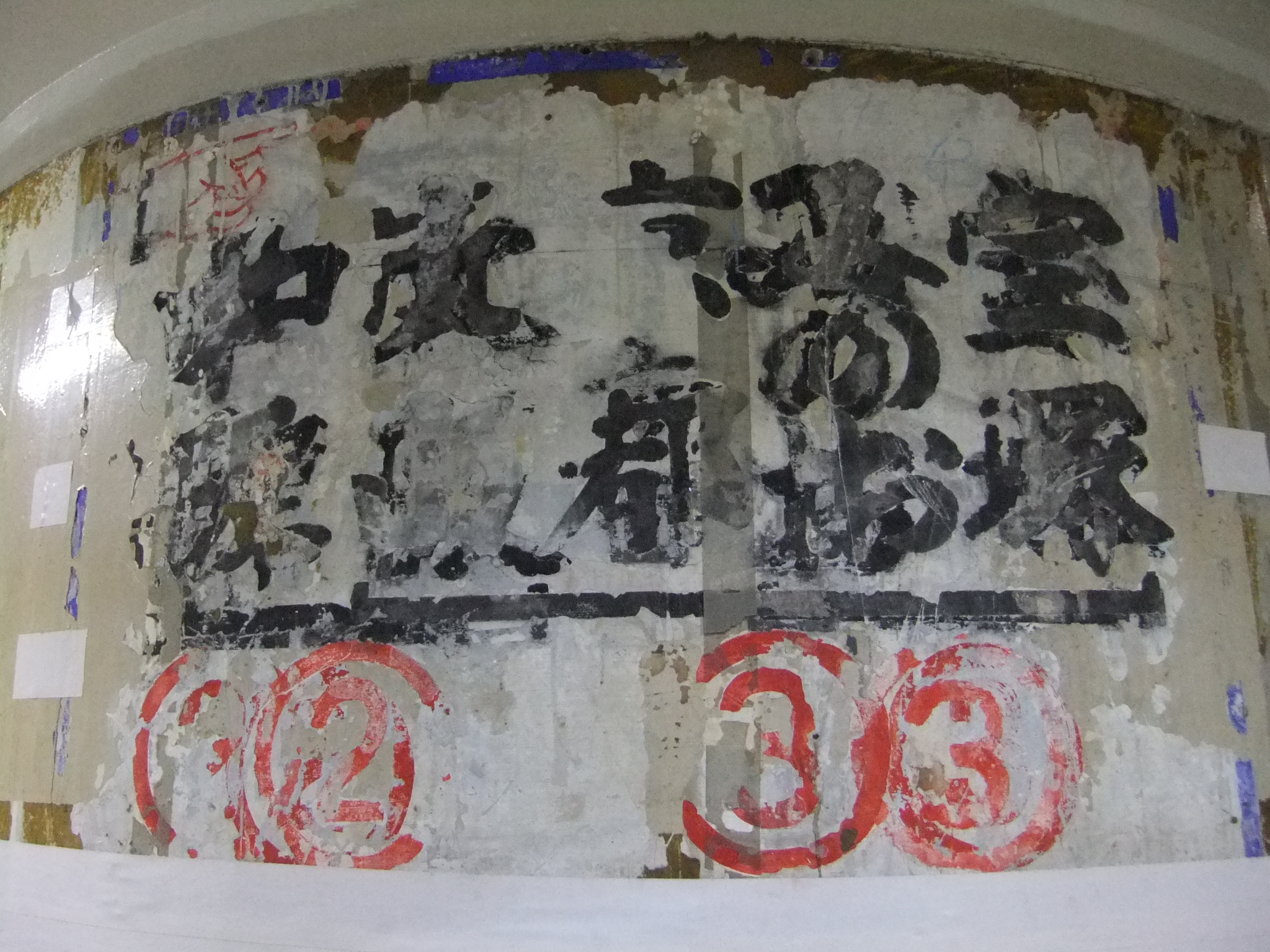
쇼와 30 ~ 34년경의 주소 역 승차 안내판. 2번 승강장 쪽에 위치한다.
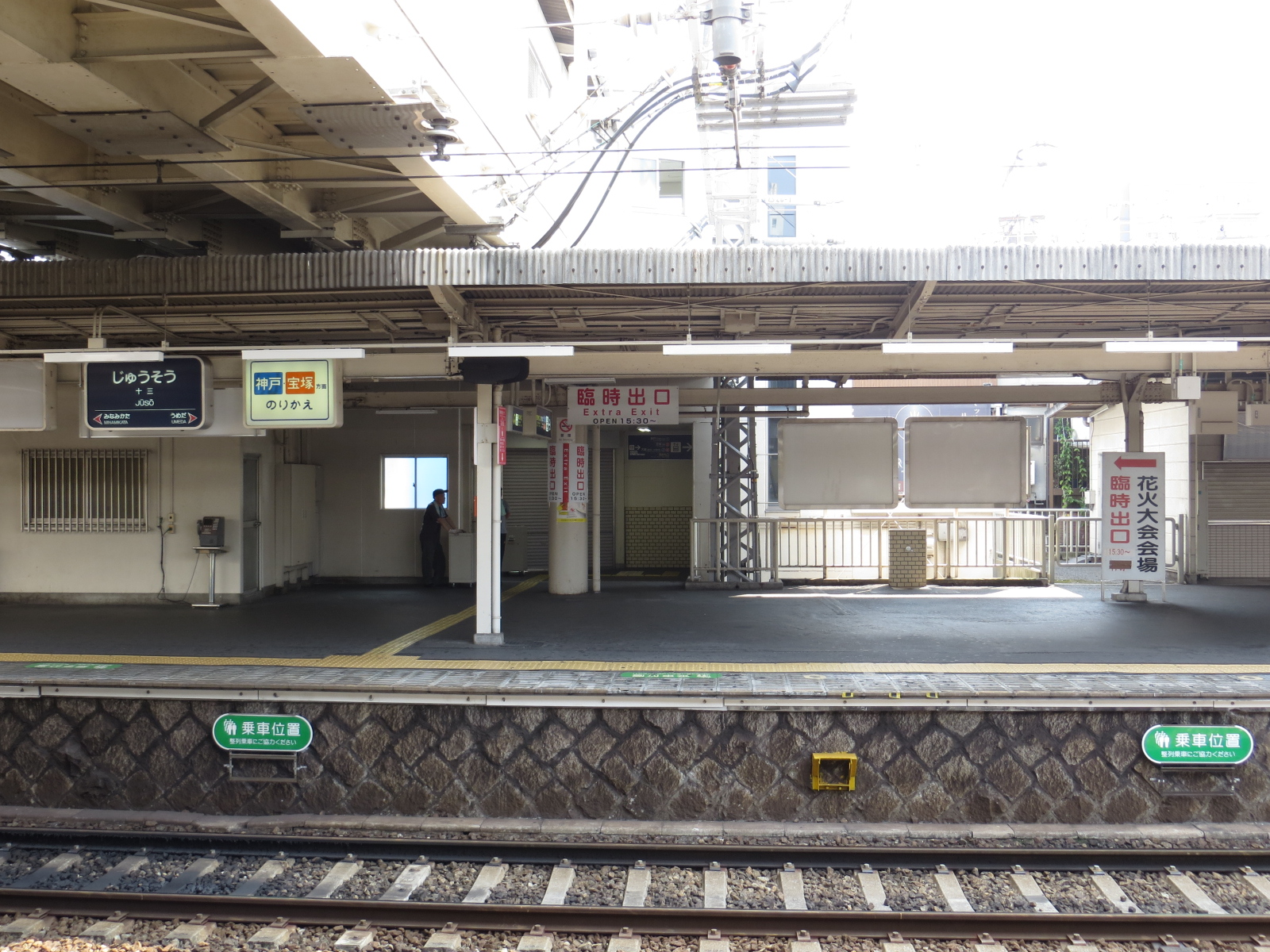
임시 출입구
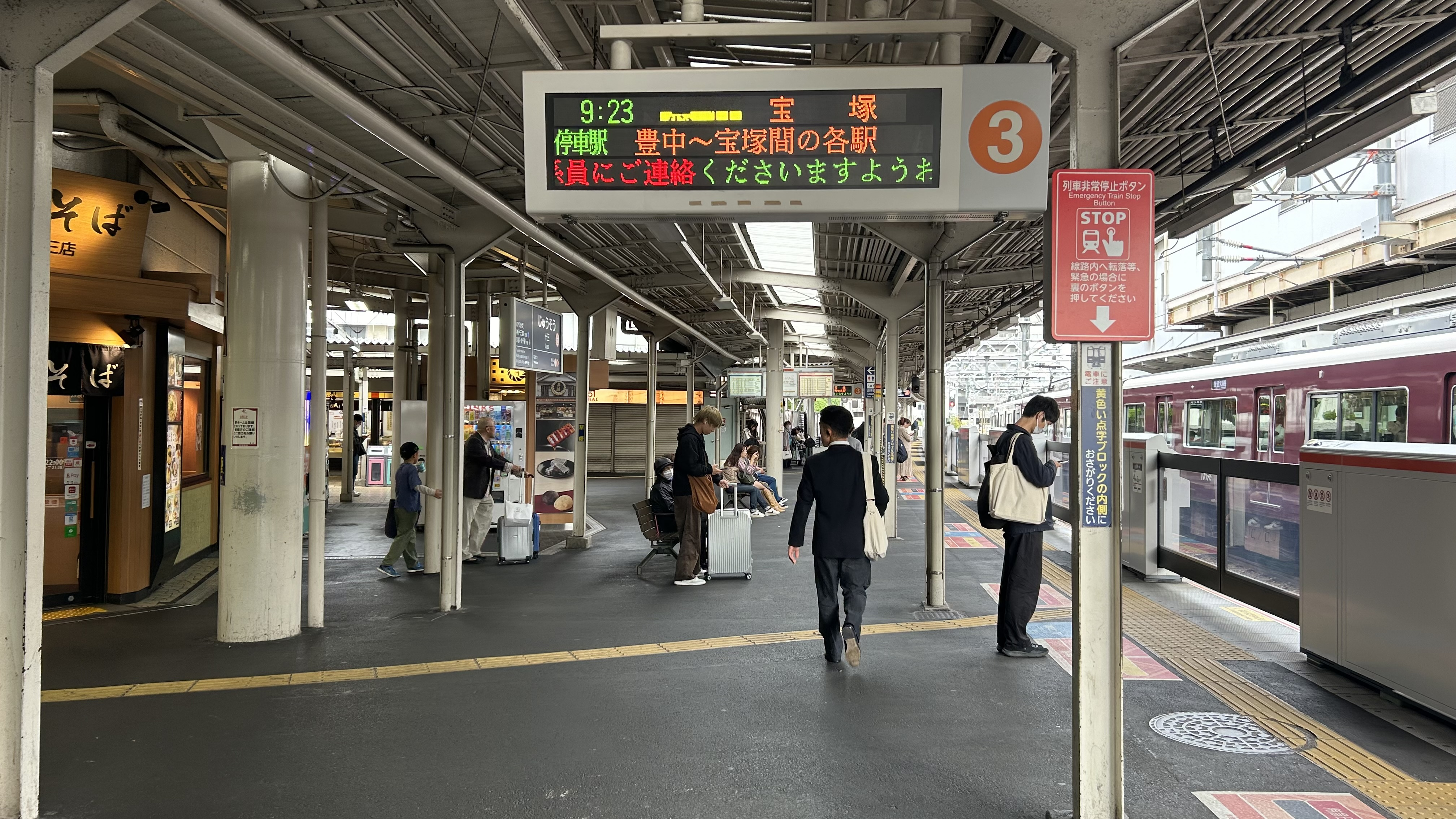
다카라즈카 본선 승강장
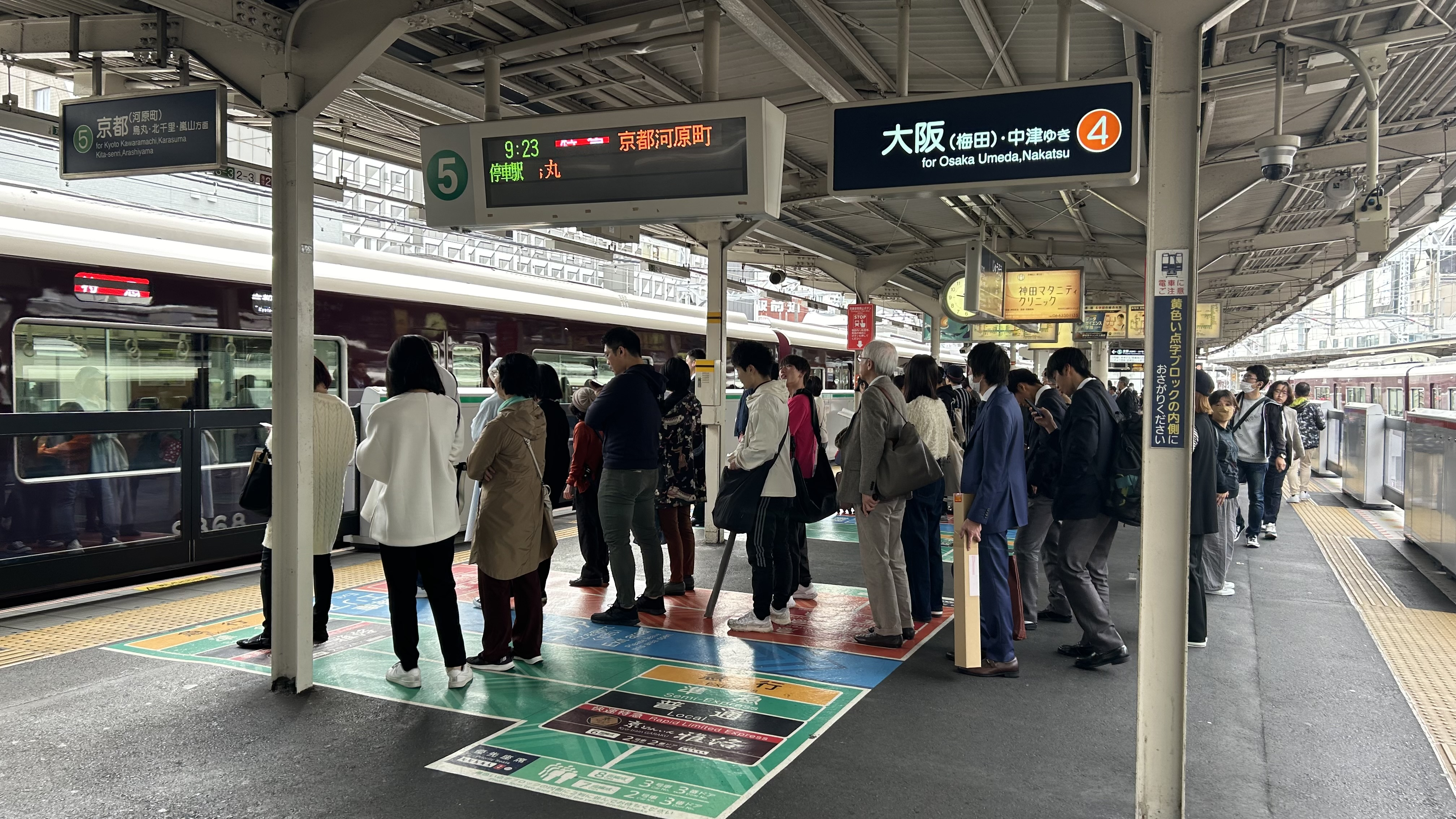
교토 본선 승강장
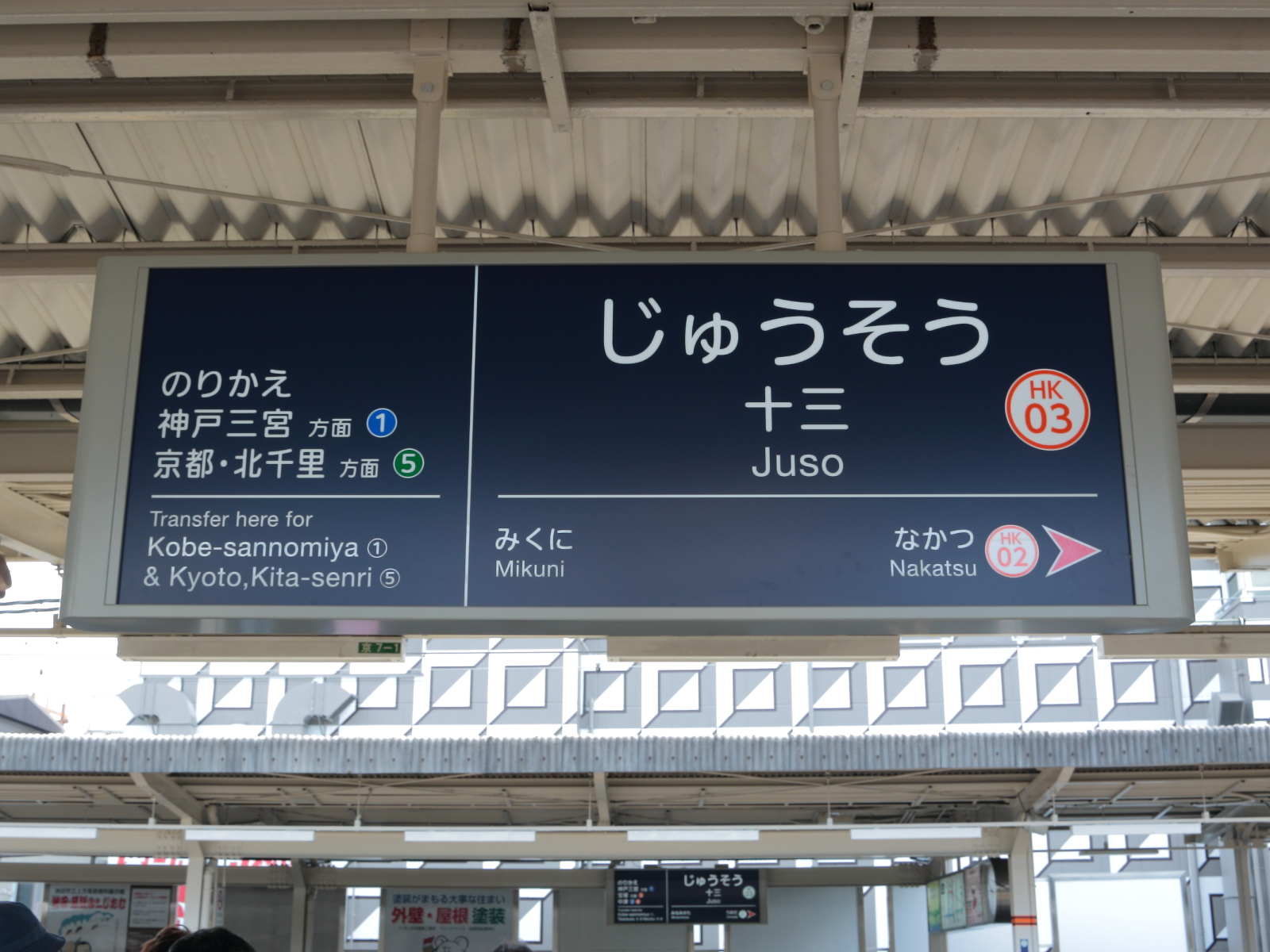
역명판

## 인접역
| 한큐 전철 ■ 고베 본선       | 한큐 전철 ■ 고베 본선                                                                            | 한큐 전철 ■ 고베 본선                                      |
| --------------------------- | ------------------------------------------------------------------------------------------------ | ---------------------------------------------------------- |
| HK-01 우메다 우메다 방면    | ■ 특급                                                                                           | 니시노미야키타구치 HK-08 신카이치 방면                     |
| HK-01 우메다 우메다 방면    | ■ 직통특급 "아타고" "토게쓰"                                                                     | 쓰카구치 HK-06 신카이치 방면                               |
| HK-01 우메다 우메다 방면    | ■ 통근특급 ■ 쾌속급행 ■ 급행 ■ 임시급행(경마 개최 시 우메다 행만) ■ 통근급행 ■ 준급(우메다 행만) | 쓰카구치 HK-06 신카이치・고베 산노미야・다카라즈카 방면    |
| HK-02 나카쓰 우메다 방면    | ■ 보통                                                                                           | 간자키가와 HK-04 신카이치 방면                             |
| 한큐 전철 ■ 다카라즈카 본선 |                                                                                                  |                                                            |
| HK-01 우메다 우메다 방면    | ■ 특급 "닛세이 익스프레스"                                                                       | 이시바시 HK-48 닛세이추오 방면                             |
| HK-01 우메다 우메다 방면    | ■ 준급 ■ 급행                                                                                    | 도요나카 HK-46 가와니시노세구치 방면                       |
| HK-02 나카쓰 우메다 방면    | ■ 준급                                                                                           | 소네 HK-44 다카라즈카・히바리가오카하나야시키・미노오 방면 |
| HK-02 나카쓰 우메다 방면    | ■ 보통                                                                                           | 미쿠니 HK-41 다카라즈카・미노오 방면                       |
| 한큐 전철 ■ 교토 본선       |                                                                                                  |                                                            |
| HK-01 우메다 우메다 방면    | ■ 통근특급                                                                                       | 이바라키시 HK-69 가와라마치 방면                           |
| HK-01 우메다 우메다 방면    | ■ 직통특급 "아타고" "토게쓰"                                                                     | 아와지 HK-63 가와라마치 방면                               |
| HK-01 우메다 우메다 방면    | ■ 쾌속특급 ■ 특급 ■ 쾌속급행                                                                     | 아와지 HK-63 가와라마치 방면                               |
| HK-01 우메다 우메다 방면    | ■ 보통                                                                                           | 미나미카타 HK-61 기타센리・가와라마치 방면                 |